# Зейтинлък
Зейтинлик, Зейтинлък или Зейтенлик, по-често членувано Зейтинлика, Зейтенлъка (на гръцки: Ζέιτενλικ; на сръбски: Зејтинлик или Zejtinlik; на турски: Zeytinlik) е парк в македонския град Солун, Гърция, който е превърнат в съюзническо военно гробище от Първата световна война, най-голямото в Гърция.
В парка от 1886 до 1913 година е била разположена и Солунската българска католическа гимназия, често наричана само Зейтинлика или Зейтинлъка.
По време на Световната война в парка е била разположена главната болница на сръбската армия. В гробището са погребани френски, сръбски, британски, италиански и руски войници, както и български военнопленници от Солунския фронт по време на войната. Най-голямата част от комплекса заема сръбското военно гробище, в което се намират останките на приблизително 7500 войника. Във френския сектор са погребани 8000 души. Италианският сектор има около 3000 гроба, а британският – около 2000. Също така в гробището има и руски сектор с около 400 гроба. В парка е било разположено и германо-българско военно гробище, но то е разрушено през 1946 година.

## История
Името идва от турската дума zeytin, която означава маслини, зехтин. Наречен е така заради маслиновите му дървета. Намира се на улица „Лангадас“, на около 1,5 километра от центъра на града.

### Българска гимназия
Във втората половина на XIX век в парка се настанява орденът на лазаристите. Дъщерите на милосърдието (сестрите винкентинки) отварят сиропиталище, ясли и болница с католическо гробище към нея. В 1886 година в парка отваря врати Солунската българска католическа гимназия (семинария), която съществува до затварянето ѝ от гръцките власти след Балканската война. Гимназията често е наричана само Зейтинъка или Зейтинлика по името на парка.
- Сградата на гимназията – Лазаристкият манастир
- Домът на сестрите викентинки

### Военно гробище
Споразумението за създаване на съюзническо гробище е подписано на 20 ноември 1920 г. от генерал-губернатора на Солун Анастасиос Адосидис и следните представители на съюзниците – Живоин Мишич (Сърбия), генерал Жан Ноел Буше (Франция), фелдмаршал Джордж Франсис Милн (Англия) и полковник Курджо Джамберини (Италия). Гръцкото правителство закупува земя, където да бъде създадено гробището и я преотстъпва за ползване на съюзниците, като поддръжката на гробищата се осъществява от техните правителства.
Проектът започва през 1926 г., когато Саво Михайлович е назначен за ръководител на групата, на която е възложено да събере останките на воиниците, разпръснати из големия район на сраженията на Солунския фронт. Групата посещава над 250 гробища, за да търси съюзнически гробове на войници и да ги премества в новия мемориален парк.
Идейният проект на сръбското военно гробище е избран през същата година на конкурс, и е по планировка на архитекта Александър Васич, чиято идея е доразвита от Николай Краснов. Материалите за строителството идват от Сърбия, където първо предварително се обработват. Затова подготовката за началото на строителството продължава до 1933 г., поради необходимостта да се приготвят големи количества от дялан камък за изграждането на мавзолей, параклис и костница и около 2000 мраморни кръста.
Довършителните работи започват през 1933 г. под ръководството на арх. Будимир Христодуло. Гробището е завършено към края на 1936 г., а на 11 ноември същата година, на Деня на примирието от Първата световна война, мавзолеят, параклиса и криптата са тържествено осветени. Гърция дава безплатно земя за изграждане на комплекс от 7000 km², а всички материали и работи по гробището са освободени от митнически налози и данък.
За изграждането на мавзолея и кръстовете е използван камък от кариерата Момин камен, която се намира в близост до село Джеп в Сърбия, гранит от Кадина Лука близо до Лиг е използван за плочите, а цимента е от Беочин. Около сръбската част на гробището са засадени кипариси, които са доставени като фиданки от Хилендарския манастир. Мозайката в параклиса, който включва мотиви от средновековни сръбски стенописи е дело на гръцкия художник Воила.
По време на Втората световна война задачата по запазването на гробището пада върху пазача Джуро Михайлович. Независимо от войната младежът успява да опази гробищата и да предотврати плячкосване от страна на нацистите на книги и реликви.
Благодарение на усилията на Секретариата за култура на Сърбия са събрани средства за възстановяване на гробището. Работите се провеждат от 25 септември до 22 октомври 1969 г., и освен ремонт на огромния комплекс, пред входа на гробищата е построен тротоар, и на входната врата е поставен железен надпис „Сръбско военно гробище“.